# Sint-Rochuskapel (Aalst)

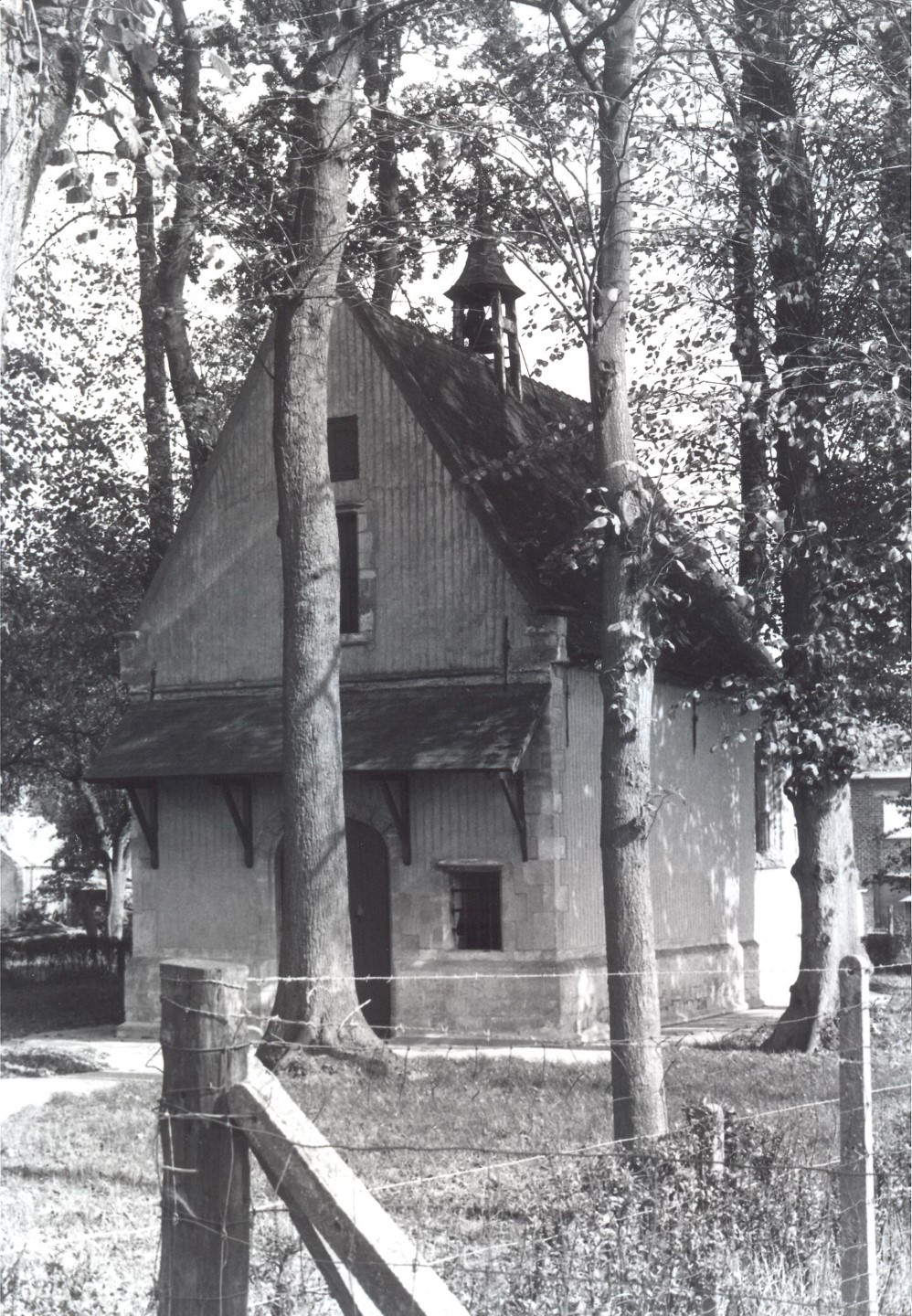
Sint-Rochuskapel

De Sint-Rochuskapel (ook: Nievelkapel) is een kapel in de tot de Oost-Vlaamse gemeente Aalst behorende plaats Meldert, gelegen aan de Nedermolenstraat.

## Geschiedenis
De kapel werd gewijd in 1560 en stond bekend als Kapel ten Nuvel. Het is een rechthoekig gebouw met driezijdig afgesloten koor. Midden op het zadelak staat een dakruiter. De kapel is opgetrokken uit baksteen maar heeft zandstenen hoekblokken. Men betreedt de kapel door een korfboogpoort.
In de kapel bevindt zich een 17e-eeuws portiekaltaar in barokstijl en een Sint-Rochusbeeld dat eveneens uit de 17e eeuw stamt.